# El Palacio de Linares
El Palacio de Linares es un grupo de indie pop formado a caballo entre Madrid y Valladolid. Sus miembros son Gonzalo Marcos, Mariví Hernández Lara, Ángel Román y Elena Cascón. En 2014 se incorporó Clara Collantes a la banda tras el abandono de Ángel Román y Elena Cascón.

## Biografía
Tras poco tiempo con la última formación estable dan su primer concierto en enero de 2012 el Fotomatón Bar de Madrid teloneando a Ally Kerr y The Starlets. Durante ese año comparten escenario con grupos y artistas como Viv Albertine, Shrag o Vacaciones.
Entran al estudio del productor Martí Perarnau, líder de la banda Mucho. Suscitan el interés del sello madrileño Elefant Records en el que editan su primer EP en vinilo rojo de 7" de título "Himalaya" dentro de la colección "New Adventures In Pop".
Son nombrados tercer nombre emergente del año 2012 para el programa de radio Disco Grande de Radio 3 de Radio Nacional de España y décimo artista revelación nacional para 2013/2014 por la revista online Jenesaispop.
Anuncian nuevo EP en el sello Discos de Paseo para el mes de abril de 2013 por el Record Store Day. El disco, de título "La Casa Es Negra", saca sus canciones de las mismas sesiones que su predecesor.
Quedan quintos clasificados en el concurso “Grupo Revelación 2013″ que organiza el Festival Contempopránea. Llegan a las semifinales del Proyecto Demo, iniciativa del Festival Internacional de Benicasim y Radio 3.
En 2014 editan un 10" en Sweet Grooves Records ("La Espalda de un Perro") y un 7" para el club del single de Discos Walden ("IMDb").

## Discografía

### MINI-LP
- "La Espalda de un Perro" (Sweet Grooves Records, abril de 2014 SWEET 003 Mini-LP 10").

1. "Luisimón";
2. "Hoochie-coo";
3. "Ana la Plañidera";
4. "El Periódico al Revés";
5. "Mayor";
6. "Prometo no Reír";
7. "Simabbad de Batbad";
8. "Window Water Baby Moving";

Producido por Pablo Giral. Masterizado por Cris Romero. Se han rodado vídeos musicales dirigidos por Pablo García Canga de las canciones "Hoochie-coo" y "Window Water Baby Moving".

### EP
- "Himalaya" (Elefant Records, septiembre de 2012 ER-311 Single 7" / Single Digital).

1. "Himalaya";
2. "Rojo Hígado";
3. "Las Tres Gargantas";
4. "Franco Belga";

Producido por Martí Perarnau. Masterizado por Xavier Alarcón. Se han rodado videoclips dirigidos por Pablo García Canga de las canciones "Himalaya", "Rojo Hígado", "Las Tres Gargantas" y "Franco Belga".
- "La Casa Es Negra" (Discos de Paseo, abril de 2013 DP-012 Single 7").

1. "La Casa Es Negra";
2. "Tejes";
3. "Lo Que Me Gusta Hacer";
4. "Guanábana";

Producido por Martí Perarnau. Masterizado por José María Rosillo. Se han rodado videoclips para "La Casa Es Negra" y "Tejes" dirigidos por Pablo García Canga y Manuel Marsol.
- "IMDb" (Discos Walden, septiembre 2014 DW34 Single 7").

1. "IMDb";
2. "Hoy Empieza Todo (Mais Pas Sur la Bouche)";

Producido por Martí Perarnau. Masterizado por Cris Romero.

### Presencia enálbumes recopilatorios
- "Las Tres Gargantas" (mayo de 2012, Compilación Me Hace Ruido 4º Aniversario MHR4[12]).

Recopilatorio en descarga directa gratuita de la revista digital mexicana Me hace ruido por su cuarto aniversario online. Incluye canciones de bandas emergentes españolas, norteamericanas y latinoamericanas.
- "La Chica del Belén" (diciembre de 2012, "Pretérito Imperfecto", Recopilatorio del sello Discos de Kirlian[13]).

Recopilatorio en streaming editado en diciembre de 2012 por el sello barcelonés Discos de Kirlian.
- "Es mi Fiesta" (diciembre de 2013, "A Christmas CHIN para ti Vol. 2", Recopilatorio del sello Chin-Chin! Records Mundiales[14]).

Recopilatorio en CD editado en diciembre de 2013 por el sello de Pamplona Chin-Chin! Records Mundiales.